# Cargo Dragon C208
Cargo Dragon C208 – pierwsza towarowa wersja statku kosmicznego Dragon 2 zaopatrującego Międzynarodową Stację Kosmiczną w ramach programu w ramach Commercial Resupply Services finansowanego przez NASA. Statek Cargo Dragon C208 po raz pierwszy poleciał podczas misji SpaceX CRS-21 w dniu 6 grudnia 2020 roku. Był to pierwszy lot SpaceX w ramach drugiej fazy kontraktu Commercial Resupply Services.

## Wykaz lotów
| Misja  | Data startu      | Data powrotu        | Czas trwania | Wynik  |
| ------ | ---------------- | ------------------- | ------------ | ------ |
| CRS-21 | 6 grudnia 2020   | 14 stycznia 2021    | 38 dni       | Sukces |
| CRS-23 | 29 sierpnia 2021 | 1 października 2021 | 32 dni       | Sukces |
| CRS-25 | 15 lipca 2022    | 20 sierpnia 2022    | 36 dni       | Sukces |
| CRS-28 | 5 czerwca 2023   | 30 czerwca 2023     | 24 dni       | Sukces |